# 13674 Бурже
13674 Бурже (13674 Bourge) — астероїд головного поясу, відкритий 30 червня 1997 року.
Тіссеранів параметр щодо Юпітера — 3,519.